# Isländische Badmintonmeisterschaft 1956
Die Isländische Badmintonmeisterschaft 1956 fand in Reykjavík statt. Es war die achte Auflage der nationalen Titelkämpfe von Island im Badminton.

## Titelträger
| Disziplin    | Sieger                         |
| ------------ | ------------------------------ |
| Herreneinzel | Ágúst Bjartmarz                |
| Dameneinzel  | Ebba Lárusdóttir               |
| Herrendoppel | Einar Jónsson Wagner Walbom    |
| Damendoppel  | Ellen Mogensen Júlíana Isebarn |
| Mixed        | Wagner Walbom Ellen Mogensen   |